# Мајлс Амин
Мајлс Амин (Дирборн 14. децембар 1996) санмарински је спортиста и репрезентативац Сан Марина у рвању. Освојио је бронзану медаљу на Олимпијским играма у Токију 2020. у рвању слободним стилом у категорији до 86 килограма. То је била трећа медаља на Олимпијским играма за санмаринске спортисте. Сан Марино је дошао на Олимпијске игре у Токио са пет учесника у четири спорта (џудо, стрељаштво, рвање и пливање), освојили су чак три медаље, поред Мајлса, Алесандра Перили је освојила два одличја у стрељаштву.